# Senta Gema (Gers)
Senta Gema (en francès Sainte-Gemme) és un municipi francès situat al departament del Gers i a la regió d'Occitània.

## Demografia
| 1962                                       | 1968 | 1975 | 1982 | 1990 | 1999 | 2006 |
| ------------------------------------------ | ---- | ---- | ---- | ---- | ---- | ---- |
| 141                                        | 175  | 142  | 136  | 118  | 100  | 125  |
| Des de 1962: població sense dobles comptes |      |      |      |      |      |      |

## Administració
| Període   | Identitat         | Partit |
| --------- | ----------------- | ------ |
| 2001-2008 | Thierry Saint-Luc |        |
| 2008-     | Guy Robin         |        |